# Hendrik Dombek
Hendrik Dombek (München, 17 juni 1997) is een Duitse langebaanschaatser. De 500m en 1000m zijn de afstanden die de Duitser het beste liggen. Hij nam deel aan het Europese kampioenschappen schaatsen 2019 en de Wereldkampioenschappen schaatsen sprint 2018.

## Persoonlijke records
| Afstand    | Tijd    | Datum            | Baan      |
| ---------- | ------- | ---------------- | --------- |
| 500 meter  | 34,76   | 12 december 2021 | Calgary   |
| 1000 meter | 1.07,48 | 25 januari 2025  | Calgary   |
| 1500 meter | 1.43,73 | 24 januari 2025  | Calgary   |
| 3000 meter | 3.56,84 | 25 juli 2025     | Inzell    |
| 5000 meter | 7.12,05 | 12 maart 2016    | Changchun |

(laatst bijgewerkt: 25 juli 2025)

## Resultaten
| Jaar | EK Sprint                | WK Sprint                | WK Afstanden                      | WK Junioren                                              |
| ---- | ------------------------ | ------------------------ | --------------------------------- | -------------------------------------------------------- |
| 2016 |                          |                          |                                   | 17e (19e, 30e, 32e, 28e) 19e massastart 6e achtervolging |
|      |                          |                          |                                   |                                                          |
| 2019 | 16e (20e, 17e, 16e, 16e) |                          |                                   |                                                          |
| 2020 |                          | 19e (22e, 22e, 20e, 20e) | DQ 500m 23e 1000m                 |                                                          |
| 2021 | 11e (17e, 13e, 12e, 10e) |                          |                                   |                                                          |
| 2022 |                          | 18e (18e, 17e, 18e, 16e) |                                   |                                                          |
| 2023 | 12e (12e, 9e, 10e, 13e)  |                          | 19e 1000m 5e teamsprint           |                                                          |
| 2024 |                          | 13e (8e, 9e, 21e, 7e)    | 13e 1000m 10e 1500m 7e teamsprint |                                                          |
| 2025 | 6e (8e, 4e, 8e, 7e)      |                          | 17e 1000m 11e 1500m 8e teamsprint |                                                          |

(#, #, #, #) = afstandspositie op sprinttoernooi (500m, 1000m, 500m, 1000m) of op juniorentoernooi (500m, 1500m, 1000m, 5000m).